# LSWR C14 class
LSWRailway C14 class — тип танк-паровоза с осевой формулой 1-1-0, разработанный для Лондонской и Юго-Западной железной дороги главным инженером тяги Дугалдом Драммондом в 1906 году и первоначально предназначенный для вождения поездов «туда-сюда» на малодеятельных ветках. LSWR S14 class — 0-2-0 вариант того же типа. Оба типа оказались слабосильными для своей роли, и в ходе Первой мировой войны несколько паровозов были проданы в качестве лёгких маневровых локомотивов. Три оставшиеся у LSWR C14 переделаны в 0-2-0 и прослужили до конца 1950-х годов.

## История
В первые годы XX века руководство Лондонской и Юго-Западной железной дороги обеспокоилось убытками на нескольких боковых ветках и коротких пассажирских маршрутах. Для них попробовали использовать паровые вагоны. Вагоны оказались недостаточно мощными для растущего в летние месяцы пассажиропотока, и негибкими, потому что машину нельзя было отцепить от вагона. Вместо них Драммонд спроектировал небольшие 1-1-0 танк-паровозы на основе паровых машин этих вагонов. Эти локомотивы можно было бы сцеплять с разным количеством вагонов в зависимости от пассажиропотока. Паровозы были приспособлены для работы в обе стороны без перецепки локомотива («туда-сюда» или «тяни-толкай»). Цилиндры машин были расположены между бегунковыми и ведущими колёсами.
В 1907 году паровозы C14 class проходили испытания на нескольких маршрутах, в результате которых выяснилось, что они более гибки, чем паровые вагоны, но страдают от такого же недостатка мощности. В результате новых паровозов не строили, а уже построенные перевели в лёгкие маневровые или в запас.
Драммонд предпринял новую попытку, спроектировав S14 class с осевой формулой 0-2-0, цилиндрами большего размера, вынесенными впереди колёс, и большего размера котлом. В 1910 году было построено лишь два паровоза, прежде чем заказ отменили. В 1913 году преемник Драммонда Роберт Ури решил переделать 4 паровоза C14 class в 0-2-0, а остальные вместо большого ремонта списать. В 1913 году переделке подверглись два паровоза, а с началом Первой мировой войны этот процесс прекратился.
В 1916 году правительство купило 7 паровозов C14 class (в том числе один переделанный) для военных объектов и доков. Два паровоза S14 class были проданы министерству вооружения в 1917 году. После войны эти паровозы были проданы в лом, переделаны в стационарные паровые котлы или проданы на экспорт[прояснить].
У LSWR, таким образом, осталось 3 паровоза. Последние два 1-1-0 были переделаны в 1922 и 1923 годах. Они работали в качестве маневровых в доках или на внутренних нуждах Southern Railway и затем British Railways. В 1957—1959 годах они были списаны.
| Тип | Год  | Номер | Переделан | Списан   | Примечания                                                           |
| --- | ---- | ----- | --------- | -------- | -------------------------------------------------------------------- |
| C14 | 1906 | 736   | -         | мар 1917 | Продан министерству вооружения                                       |
| C14 | 1906 | 737   | -         | дек 1917 | Продан Адмиралтейству                                                |
| C14 | 1906 | 738   | -         | мар 1917 | Продан министерству вооружения                                       |
| C14 | 1906 | 739   | -         | фев 1917 | Продан Bute Works Supply Company                                     |
| C14 | 1906 | 740   | -         | дек 1916 | Продан военному департаменту                                         |
| C14 | 1906 | 741   | мар 1922  | дек 1957 | SR 0741; BR 30588                                                    |
| C14 | 1906 | 742   | -         | мар 1917 | Продан министерству вооружения                                       |
| C14 | 1906 | 743   | июн 1913  | ноя 1917 | Продан Адмиралтейству                                                |
| C14 | 1907 | 744   | окт 1923  | июн 1957 | SR 0744; BR 30589                                                    |
| C14 | 1907 | 745   | апр 1913  | апр 1959 | SR 0745; в Redbridge Civil Engineers' Depot с 1927 г. № 77S; BR DS77 |
| S14 | 1910 | 101   | -         | май 1917 | Продан министерству вооружения                                       |
| S14 | 1910 | 147   | -         | май 1917 | Продан министерству вооружения                                       |